# Urișor
Urișor – wieś w Rumunii, w okręgu Kluż, w gminie Cășeiu. W 2011 roku liczyła 929 mieszkańców.